# Лемаєв Микола Васильович
Микола Васильович Лемаєв (14 листопада 1929, село Красний Яр Самарського округу, тепер Самарської області, Російська Федерація — 24 грудня 2000, місто Нижньокамськ, Татарстан, Російська Федерація) — радянський державний діяч, генеральний директор Нижньокамського виробничого об'єднання «Нижньокамськнафтохім», міністр нафтопереробної і нафтохімічної промисловості СРСР, міністр хімічної і нафтопереробної промисловості СРСР. Член ЦК КПРС у 1986—1990 роках. Депутат Верховної Ради Російської РФСР 11-го скликання. Герой Соціалістичної Праці (13.06.1980). Доктор технічних наук (1983).

## Життєпис
Народився в селянській родині. У 1946 році закінчив школу. У 1946—1950 роках — учень Куйбишевського нафтотехнологічного технікуму.
У 1950—1960 роках — старший оператор, черговий інженер, начальник установки, старший інженер, начальник цеху, заступник головного інженера Новоуфимського нафтопереробного заводу міста Черниковськ Башкирської АРСР.
Член КПРС з 1955 року.
У 1956 році закінчив вечірнє відділення Уфимського нафтового інституту.
У 1960—1963 роках — заступник начальника управління хімічної промисловості Татарської Ради народного господарства (раднаргоспу).
У 1963—1977 роках — директор, генеральний директор Нижньокамського нафтохімічного комбінату Татарської АРСР. У 1977—1985 роках — генеральний директор Нижньокамського виробничого об'єднання «Нижньокамськнафтохім» Татарської АРСР.
У березні — 18 жовтня 1985 року — 1-й заступник міністра нафтопереробної і нафтохімічної промисловості СРСР.
18 жовтня 1985 — 27 червня 1989 року — міністр нафтопереробної і нафтохімічної промисловості СРСР.
17 липня 1989 — 24 вересня 1990 року — міністр хімічної і нафтопереробної промисловості СРСР.
З вересня 1990 року — персональний пенсіонер союзного значення в Москві.
У 1992—2000 роках — президент АТ «Нефтектехно», радник президента Республіки Татарстан Мінтімера Шаймієва, голова ради директорів АТ «Нижньокамськнафтохім».
Помер 24 грудня 2000 року в місті Нижньокамську. Похований в Москві на Троєкуровському цвинтарі.

## Нагороди і звання
- Герой Соціалістичної Праці (13.06.1980)
- два ордени Леніна (20.04.1971, 13.06.1980)
- орден Жовтневої Революції (11.02.1974)
- орден Трудового Червоного Прапора (28.05.1966)
- орден «За заслуги перед Вітчизною» IV ст. (Російська Федерація) (29.05.2000)
- медалі
- Заслужений нафтохімік СРСР (1979)
- Заслужений винахідник СРСР (1982)
- Заслужений діяч науки і техніки (1985)
- Заслужений хімік Російської Федерації (1998)